# Alexander Lippisch
Alexander Martin Lippisch (2. listopadu 1894 Mnichov – 11. února 1976 Cedar Rapids, Iowa) byl německý průkopník aerodynamiky. Svými poznatky přispěl k rozvoji samokřídel a delta křídel. Jeho nejznámější projekt, Messerschmitt Me 163 se stal prvním sériově vyráběným letadlem s raketovým pohonem.
Lippischův zájem o letectví pravděpodobně začal už v jeho dětství díky přeletu letadla bratří Wrightových nad berlínským letištěm Tempelhof v září 1909. I přesto však Lippisch plánoval v budoucnosti jít v otcových stopách a stát se umělcem, jeho názor změnilo až nasazení v německé armádě (1915–1918) během první světové války, kdy sloužil jako letecký fotograf a kartograf.[zdroj?]
Po válce působil ve společnosti Luftschiffbau Zeppelin, kde navrhl designy svých kluzáků Storch I z roku 1926, Storch V z roku 1929 s motorem o výkonu 5,9 kW až po Storch IX. Roku 1928 dokončil svůj projekt kluzáku Ente (německy: kachna) a v rámci experimentu mu přidal dvě rakety na černý střelný prach. Svým testovacím letem se Lippischova Ente stala prvním raketově poháněným letadlem na světě.[zdroj?]
V letech 1931–1939 vyvíjel design delta (trojúhelníkových) křídel, jeho práce vyústila v pět typů letadel, Delta I s motorem Bristol Cherub o výkonu 26 kW až po Delta V. Na začátku roku 1939 byl Lippisch se svým týmem nacistickým ministerstvem letectví (Reichsluftfahrtministerium) převelen do továren Messerschmitt jako konstrukční ředitel, jeho tým se zde rychle přizpůsobil a vyvinul DFS 194, přímého předchůdce Me 163.

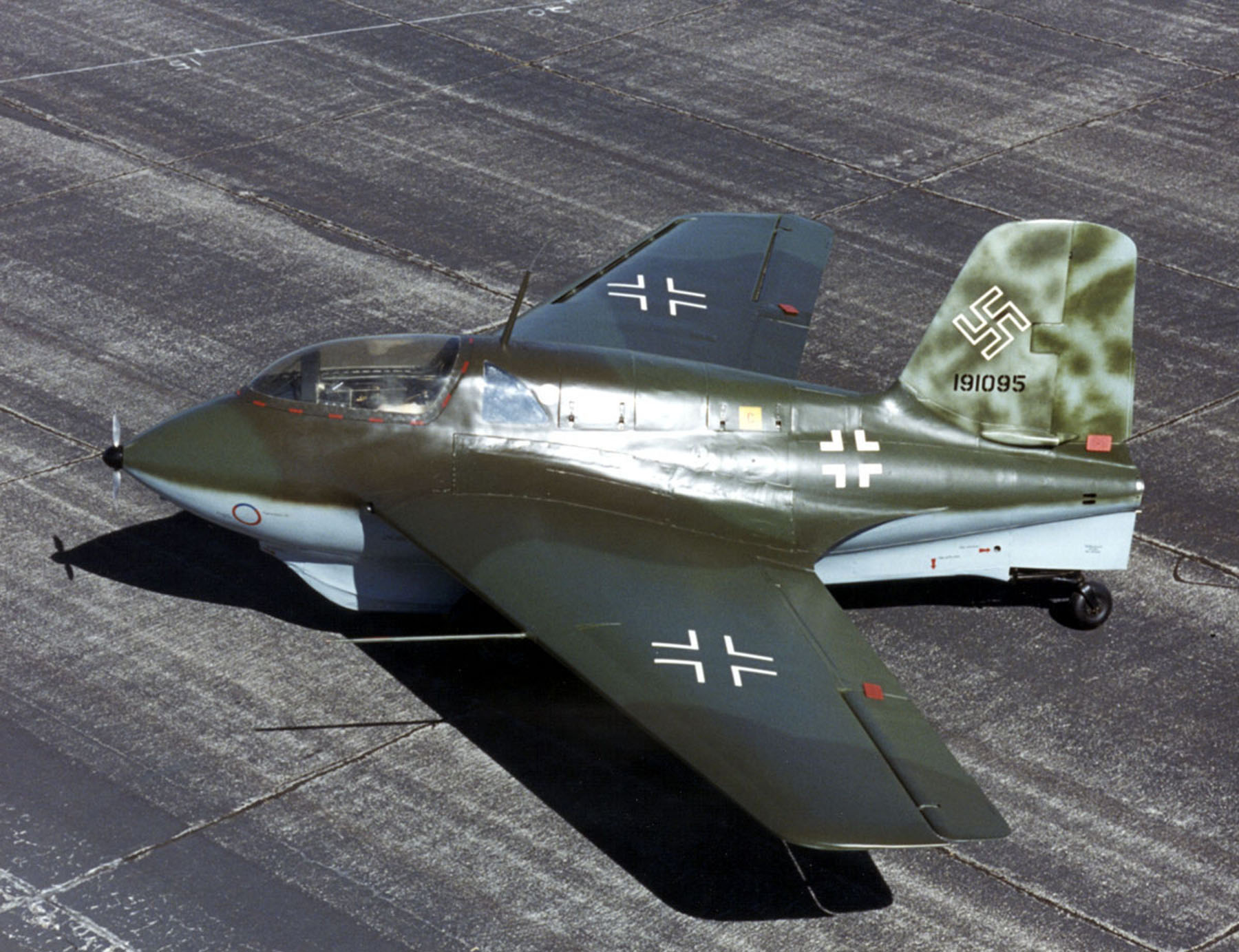
Messerschmitt Me 163B

V létě 1940 začal pracovat na jeho nejznámějším projektu, Messerschmitt Me 163. Ze začátku bylo letadlo zkoušeno jako bezmotorový kluzák, díky uspokojivým výsledkům bylo 13. srpna 1941 otestováno i s namontovaným motorem od Hellmutha Waltera. 2. října 1941 bylo letadlu při zkoušce naměřena rychlost 1004 km/h[zdroj?], což překonalo dosavadní letecký rychlostní rekord (mimochodem taktéž z dílny Messerschmitt) o téměř 250 km/h. V roce 1944 se Me 163 začlenilo do německé Luftwaffe a zúčastnilo se bojů druhé světové války. Oproti ostatním letadlům bylo sice o třídu výš v obratnosti a rychlosti, ale při bojovém nasazení zaznamenalo velké ztráty na životech vlastních pilotů, ne tolik kvůli nepřátelům jako spíše kvůli nehodám při přistávání (stíhačka při vzletu odhodila podvozek a přistávat musela na odpružené lyži) a fyzické náročnosti pilotování.
Po konci války byl Lippisch jako mnoho dalších německých vědců převezen do USA v rámci operace Paperclip. V padesátých a šedesátých letech začal působit ve společnosti Convair a jeho návrhy spolu s celosvětovými pokroky v raketovém pohonu měly nemalý podíl na vzniku letadel jako F-102 Delta Dagger, F-106 Delta Dart a B-58 Hustler.
Od roku 1950 do 1964 pracoval pro Collins Radio Company jako odborník na aeronautiku, začal se zde zajímat o přízemní efekt a VTOL letadla (letadla s vertikálním přistáním a vzletem) a na sklonku svého života navrhl svůj poslední projekt nazvaný X-113A, byl to tzv. ekranoplán (letadlo letící nad vodní hladinou využívající přízemního efektu).
V roce 1972 byl oceněn Medailí Rudolfa Diesela.
Alexander Lippisch zemřel ve věku 81 let v Cedar Rapids v Iowě.

## Některé Lippischovy návrhy
- Lippisch SG - 38 Zögling, 1926 kluzák.
- Messerschmitt Me 163
- Lippisch P.01 - 111 , 1939 navržený jako konkurent k Messerschmittu Me - 163 Komet v „Projektu X “.[2]
- Lippisch Li P.04, 1939, bezocasý letoun (samokřídlo) navržený jako konkurent k Messerschmittu Me 329 za Bf 110.[3]
- Lippisch Li P.10, 1942 návrh bezocasého bombardéru.[4]
- Lippisch P.11 , 1942 Projekt „Delta VI “ navržený do soutěže s Hortenovým Ho - IX ,z něj byl později vyvinut Horten Ho 229 (Gotha Go 229).[5]
- Lippisch DM-1, 1944 demonstrátor-kluzák delta křídla pro Li P.13a.
- Lippisch Li P.13 , 1942 návrh bombardéru s koncepcí „Push-pull “, s tažnou vrtulí vepředu a s tlačnou vzadu.[6]
- Lippisch P.13a, 1944 unikátní záchytný stíhač s delta křídly poháněný ramjetem.
- Lippisch P.13b, 1944 unikátní letoun poháněný rotací palivové nádže Lignitu (hnědé uhlí), vzhledem k nedostatku pohonných hmot na konci 2. světové války v Německu.[7]
- Lippisch P.15, 1943 proudový záchytný stíhač (s nasáváním u kořenů křídel) navržen z Messerschmittu Me 163 Komet.[8]
- Lippisch P.20, 1943 modifikace P.15 (s nasáváním v nosu trupu).[9]
- Convair XF-92, k návrhu Convair F-102 Delta Dagger a jeho nástupce Convair F-106 Delta Dart.
- Dornier Aerodyne, 1972 VTOL test.